# Der Wind (1928)
Der Wind ist ein US-amerikanisches Filmdrama unter Regie von Victor Sjöström aus dem Jahre 1928 mit Lillian Gish in der Hauptrolle. Der Stummfilm nach Dorothy Scarboroughs Roman wurde 1993 ins National Film Registry als „kulturell, historisch oder ästhetisch bedeutsam“ aufgenommen.

## Handlung
1880er-Jahre: Letty Mason ist eine naive junge Frau, die aus ihrer Heimat Virginia zu ihrem Cousin Beverly in das ländliche Texas zieht. Während der Zugfahrt wird sie vom Wind verschüchtert, der ständig gegen die Fensterscheiben schlägt. Der Zugpassagier Wirt Roddy, ein Viehhändler, erzählt Letty vom unbarmherzigen Wind, der ständig in dieser Gegend blasen würde. Vor allem Frauen seien sogar schon davon wahnsinnig geworden. Am Bahnhof wird Letty von Beverlys Nachbarn Sourdough und Lige Hightower begrüßt. Letty empfindet Lige und Sourdough als rau und primitiv, sie fühlt sich in der neuen Umgebung sichtlich unwohl. Nach der anstrengenden Reise durch den Wind erreichen sie Sweet Water, die abgelegene Farm von Cousin Beverly und seiner Frau Cora. Letty wird vom kränklichen Beverly zwar freudig begrüßt, doch seine resolute Frau Cora verhält sich ihr gegenüber abweisend. Die hart arbeitende, etwas rohe Cora ist misstrauisch und vermutet eine Affäre zwischen Beverly und Letty, die eine enge Beziehung miteinander haben und einst wie Bruder und Schwester miteinander aufgewachsen sind. Auch Coras drei Kinder scheinen Letty nun lieber zu mögen als ihre eigene Mutter.
Bei einem örtlichen Fest, das zeitweise von einem Tornado heimgesucht wird, sind gleich drei Männer sehr an Letty interessiert: Die befreundeten Cowboys Lige und Sourdough sowie der Viehhändler Roddy. Unterdessen wird Cora immer eifersüchtiger auf Letty und will sie aus ihrem Haus loswerden. Sie drängt Letty dazu, einen der drei Männer zu heiraten. Zunächst geht Letty zum kultiviert erscheinenden Wirt Roddy, der ihr bereits seine Liebe gestanden hat. Doch es stellt sich heraus, dass Roddy bereits verheiratet ist und Letty eine uneheliche Geliebte für ihn wäre. In ihrer Not entscheidet Letty sich zwischen dem alten Sourdough und Lige für den wesentlich jüngeren Lige als Ehemann, obwohl sie diesen bisher immer verspottet hatte. Die Hochzeitsnacht verläuft wenig harmonisch, weil Letty sich ihm verwehrt und sich noch nicht einmal küssen lassen will. Obwohl er Letty liebt, verspricht der verbitterte Lige, dass er sie nie wieder anfassen wird. Sobald er das Geld habe, würde er sie schnellstens nach Virginia zurückschicken. Letty fällt es schwer, sich an ihr neues Heim zu gewöhnen, zumal der sandige Wind unablässig um das Haus weht.
Um eine Hungersnot zu verhindern, machen die Rinderzüchter gemeinsam Jagd auf Mustangs, darunter auch Lige. Letty will zunächst mitreiten, da sie sich alleine mit dem Wind im Haus fürchtet. Sie kann jedoch nicht ihr Pferd kontrollieren und muss zurückreiten. Als die Cowboys von der Jagd zurückkehren, bringen sie auch den verletzten Wirt Roddy mit, der sich in Liges Haus zeitweise erholen soll. Wirt macht Letty erneut Avancen, der sie jetzt jedoch eher verängstigt. In einer besonders stürmischen Nacht ist Lige abermals auf Mustangjagd, Letty bleibt allein im Haus zurück. Im schweren Windsturm droht sie zunehmend dem Wahnsinn zu verfallen, wie Wirt Roddy es in der Anfangsszene des Filmes erzählt hatte. Als Roddy ungebeten in Liges Haus eindringt, nutzt er Lettys Wehrlosigkeit schamlos aus und macht sich an sie heran. Der Film impliziert an dieser Stelle, dass Roddy sie vergewaltigt. Am nächsten Morgen will er mit Letty fliehen und macht ihr große Versprechungen für die Zukunft, doch Letty will bei Lige bleiben. Als Wirt sie attackiert, erschießt sie ihn. Anschließend begräbt Letty ihn außerhalb des Hauses, doch der Wind deckt seinen Körper zu ihrem Schrecken wieder auf.
Als Lige von der Jagd zurückkehrt, ist Letty froh ihren Ehemann zu sehen und küsst ihn. Sie gesteht ihm ihre Tat. Doch als Lige draußen nach Wirts Leiche Ausschau hält, ist sein Körper nicht mehr zu sehen. Er erzählt Letty, dass der Wind Spuren verwischen könnte, wenn eine Tötung gerechtfertigt sei. Durch die Mustangjagd hätte Lige nun genug Geld, sie nach Virginia zurückzuschicken. Doch Letty gesteht ihm, dass sie ihn mittlerweile liebt und ihn nicht mehr verlassen möchte. Sie habe auch keine Angst vor dem Wind mehr.

## Hintergrund

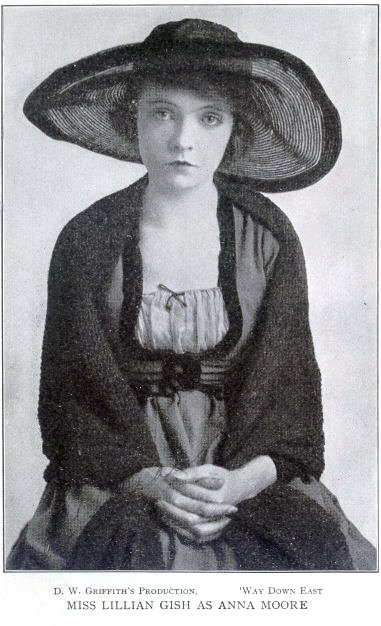
Lillian Gish im Film Way Down East (1920)

Die Idee zum Film The Wind kam von Lillian Gish, die zu diesem Zeitpunkt einer der größten Stars in Hollywood war. In dieser Stellung konnte sie mit Lars Hanson und Victor Sjöström auch ihren Co-Star sowie ihren Regisseur auswählen. Gish, Hanson und Sjöström hatten bereits zwei Jahre zuvor das Drama The Scarlet Letter (1926) zusammen gedreht, das ein großer Erfolg gewesen war. Für Hanson war es der letzte und für Sjöström der drittletzte Film in Hollywood. Beide Schweden kehrten mit Beginn des Tonfilmes wieder zum europäischen Film zurück. Gedreht wurde in der Mojave-Wüste, wobei die extreme Hitze die Arbeit für die Filmcrew erschwerte. Die Filmrollen drohten zum Beispiel in der Hitze zu verkrümmen, weshalb sie mit Eis gekühlt werden mussten. Der Wind im Film wurde durch acht riesige, aber zugleich sehr gefährliche Propeller erzeugt.
Die Drehbuchautorin Frances Marion hielt sich zwar in vielen Punkten an die Buchvorlage The Wind von Dorothy Scarborough aus dem Jahre 1925, doch unterscheidet er sich im Ende: Letty gerät in Wahnsinn, als der Wind den Körper des ermordeten Mannes wieder aufdeckt. Sie wandert dann in den Windsturm, um dort zu sterben. Jedoch entschloss man sich, dem ohnehin düsteren Stoff nicht auch noch ein negatives Ende zu geben. Wie es dazu kam, ist umstritten: Eine unter anderem von Lillian Gish erzählte Geschichte besagt, dass die Kinobetreiber spät in der Produktion des Filmes auf das vergleichsweise glückliche Ende gepocht hätten, damit der Film erfolgreicher an der Kinokasse werden würde. Mittlerweile sind allerdings frühe Drehbuchfassungen aufgetaucht, in denen bereits das Happy End – offenbar ohne Einwirkung von Produzenten oder Kinobetreibern – vorkommt.

## Kritiken
Bei seiner Veröffentlichung erhielt der Film überwiegend positive Kritiken, wobei er allerdings an den Kinokassen rund 87.000 US-Dollar verlor. Heute besitzt er beim US-Kritikerportal Rotten Tomatoes eine Wertung von 100 % bei sechs von sechs positiven Kritiken, wobei er eine extrem hohe Bewertung von 9,6/10 innehat. Das französische Filmmagazin Cahiers du cinéma listete The Wind 2008 auf Platz 42 der besten Filme aller Zeiten. Seit 1993 ist der Film außerdem Teil des National Film Registry als besonders erhaltenswerter Film.

„Ein spätes Werk der Stummfilmzeit. Der als bester Hollywood-Film des schwedischen Regisseurs geltende Film besticht durch seine gelungene Einbeziehung der Naturelemente.“

„Und in Amerika waren Sjöströms drei berühmtesten Werke He Who Gets Slapped (1924), The Scarlet Letter (1926) und The Wind (1928) – jedes handelte vom menschlichen Leiden. The Wind ist fast sicher das Beste – ein Stummfilmklassiker […], der Lillian Gish eine der besten Rollen ihrer Karriere gab.“

„Vielleicht Gishs bestes Filmvehikel — und einer der letzten großen Stummfilme — mit einer hervorragend gemachten Wüstensturm-Szene am Höhepunkt des Filmes (Wertung: vier von vier Sternen)“